# José Maria Tomasi
José Maria Tomasi C.R. (em italiano:  Giuseppe Maria Tomasi di Lampedusa) (Licata, 12 de setembro de 1649 – Roma, 1 de janeiro de 1713) foi um padre teatino, estudioso e cardeal-presbítero italiano. Seus estudos foram importantes para as reformas na liturgia da Igreja Católica no século XX. Ele foi beatificado pelo papa Pio VII, em 1803, e canonizado pelo papa São João Paulo II em 1986.

## Biografia

### Primeiros anos
Tomasi nasceu em Licata, no Reino da Sicília, na época parte da Coroa de Aragão, filho de Giulio Tomasi, o primeiro príncipe de Lampedusa, e sua esposa, Rosalia Traina. Sua vida foi orientada a Deus desde muito cedo. Formado e educado em casa, onde nunca sentiu falta de riquezas e nem de uma educação moral. Seus pais se preocupavam muito com sua formação cristã e com sua educação, especialmente no aprendizado das línguas antigas e modernas, especialmente o espanhola, pois queriam que ele fosse para a corte real em Madri depois que herdasse o título de seu pai, de Grandee da Espanha.
Mas o próprio Tomasi tinha outros planos e, desde muito jovem, não desejava nada para si além de servir a Deus. Ele cultivou esse desejo piedoso em seu coração até conseguir autorização de seu pai para seguir sua vocação religiosa.

### Teatino
Depois renunciar formalmente ao principado de seu pai, seu direito de nascença, em favor de seu irmão mais novo e também de sua enorme herança, Tomasi foi admitido entre os teatinos, uma ordem religiosa fundada por São Caetano em 1524 como um movimento reformador da Igreja Católica e lembrando pela vida simples levada por seus membros. Ele se juntou à ordem em 24 de março de 16656 e finalmente realizou sua profissão religiosa na casa teatina de São José, em Palermo, em 25 de março de 1666.
Tomasi então estudou filosofia, primeiro em Messina e, depois, por conta de sua saúde debilitada, em Ferrara e Módena; e teologia em Roma e em Palermo. Foi ordenado sacerdote no Natal de 1673. Para ampliar seu conhecimento do grego, estudou também o etíope, árabe, siríaco, caldeu e hebraico — convertendo seu professor, um rabino judeu, ao cristianismo. Ele estudava comparando os títulos dos salmos nos diversos saltérios em várias línguas e se dedicava aos originais das Escrituras e de textos patrísticos. Em suas pesquisas, vasculhou bibliotecas, arquivos e monumentos para recriar a história da liturgia e da disciplina eclesiástica.
Principalmente por causa de seu grande amor aos documentos antigos da igreja e às tradições eclesiásticas, Tomasi considerava que uma boa parte de seu próprio crescimento espiritual estava em dedicar-se, de corpo e alma, à publicação de livros litúrgicos raros e antigos textos litúrgicos, revelando desta forma muitos textos antigos que ainda permaneciam perdidos em bibliotecas.

### Reformador
Os esforços reformadores de Tomasi eram direcionados não à introdução do novo, mas à restauração e manutenção do antigo, o que lhe valeu algumas críticas e refutações. O papa Inocêncio XII fez dele um examinador de futuros bispos e do clero. O papa Clemente XI, a quem ele serviu como confessor, nomeou-o consultor da Ordem dos Teatinos, teólogo da Sagrada Congregação para Consultas sobre Regrantes e outros cargos da Santa Sé, consultor da Sagrada Congregação dos Ritos e qualificador do Santo Ofício. O mesmo papa criou-o cardeal-presbítero, com o título de Santos Silvestre e Martinho nos Montes, ordenando que ele aceitasse a homenagem.
Tomasi ensinou catequese para crianças pobres de sua igreja titular, Santi Silvestro e Martino ai Monti, introduzindo aos seus paroquianos o canto gregoriano. Ele morreu em 1713, uma morte sentida por todos e, especialmente, pelo papa Clemente, que admirava tanto sua santidade que havia se aconselhado com ele antes de assumir o papado. Foi enterrado em sua igreja.

## Obras
As muitas publicações de Tomasi sobre temas litúrgicos, nas quais ele unia sua sua piedade e sua erudição, lhe valeram os títulos de "Príncipe dos Liturgistas Romanos" e "Doutor Litúrgico". Não são poucas as normas que, estabelecidas pela autoridade dos papas e pelos documentos do Concílio Vaticano II, vigentes ainda hoje, foram propostas e ardentemente desejadas por Tomasi, entre elas:
- A forma atual da Liturgia das Horas.
- A distinção e o uso do missal e do lecionário na celebração da Eucaristia.
- Várias normas do Pontifical Romano e no Ritual Romano.
- O uso do vernáculo ao invés do latim, que ele recomendava apenas para devoções privadas.

Seu objetivo era sempre promover uma participação mais pessoal e íntima do povo na celebração da liturgia.
As obras de Tomasi (em latim: Codici Tommasiani), publicada principalmente com base nos antigos códices nas bibliotecas do vaticana e vallicelliana, além da biblioteca de Cristina da Suécia, foram elogiadas pelas academias de toda a Europa. A mais importante é o "Codices sacramentorum nongentis annis antiquiores" (Roma, 1680), parcialmente transcrita por Mabillon em sua "Liturgia Gallicana". Depois, os "Salterium" (Rouse, 1683), com edições romanas e gálias, publicadas com o nome de Giuseppe Maria Caro (ou J. M. Carus), na qual Tomasi reintroduziu os símbolos tipográficos de Orígenes, o obelisco e o asterisco, esquecidos havia nove séculos.
Sob o mesmo nome, Tomasi escreveu "Responsalia et Antiphonaria Rom. Eccl." (Roma, 1686); "Sacrorum Bibliorum Tituli, sive capitula" (Roma, 1688); "Antiqui libri Missarum Rom. Eccl." ("Antifonário de Papa São Gregório I"), intitulado "Comes", escrito por Alcuíno por ordem de Carlos Magno (Roma, 1691); "Officium Domicinae Passionis", utilizado pela Igreja Ortodoxa Grega na Sexta-Feira Santa, traduzido para o latim (Roma, 1695).
Com o seu próprio nome, publicou "Speculum" (Roma, 1679); "Exercitium Fidei, Spei et Caritatis" (Roma, 1683); "Breviarium psalterii" (Roma, 1683); Vera norma di glorificar Dio (Roma, 1687); "Fermentum" (Roma, 1688); "Psalterium cum canticis" (Roma, 1697); "Indiculus institutionum theologicarum veterurn Patrum" (3 vols., Roma, 1709, 1710; 1712), uma exposição da teoria e prática teológica derivada de antigas fontes patrísticas.
Tomasi também escreveu diversos obras menores, as quatro últimas publicadas por G. Mercati (Roma, 1905). Em 1753, Antonio Francesco Vezzosi publicou suas obras em onze volumes.